# Especial de televisión de Mefisto sin título
Un especial de televisión de Mefisto sin título es un próximo especial de televisión estadounidense creado para el servicio de transmisión Disney+, basado en el personaje de Marvel Comics del mismo nombre. Está destinado a ser la tercera Presentación especial de Marvel Studios en el Universo cinematográfico de Marvel (UCM), compartiendo continuidad con las películas y series de televisión de la franquicia. El especial es producido por Marvel Studios.
Sacha Baron Cohen protagoniza el especial como Mefisto, retomando su papel en el UCM. Se rumoreaba que Cohen había sido elegido para el papel en octubre de 2022, para aparecer en la serie de Disney+ Ironheart, con el potencial de repetir el papel en proyectos futuros. Se reveló que se filmaría un especial centrado en el personaje en marzo de 2023, junto con la producción de la serie Agatha: Coven of Chaos en Trilith Studios en Atlanta, Georgia.

## Reparto
- Sacha Baron Cohen como Mefisto.[1]

## Producción

### Desarrollo
En octubre de 2022, Deadline Hollywood informó que Sacha Baron Cohen se había unido al Universo cinematográfico de Marvel (MCU), en un papel que lo vería potencialmente aparecer por primera vez en los últimos episodios de la serie de Disney+, Ironheart (2023) seguido de apariciones en otros proyectos de MCU. Es probable que su papel fuera el personaje Mefisto, que sería retratado por el Baron Cohen en persona y a través de CGI. Jeff Sneider de Above the Line, reveló que una Presentación especial de Marvel Studios centrado en Mefisto estaba siendo filmado en marzo de 2023.

### Casting
Se esperaba que Cohen repitiera su papel como Mefisto en el especial.

### Rodaje
Se dijo que el especial se filmaría en marzo de 2023, utilizando el set de la serie de Disney+, Agatha: Coven of Chaos, que estaba filmando en Trilith Studios en Atlanta, Georgia.

## Estreno
El especial se estrenará en Disney+.